# ژیمناستیک در المپیک تابستانی ۱۹۸۴
ژیمناستیک در بازی‌های المپیک تابستانی ۱۹۸۴ نام رویداد ورزش ژیمناستیک در بازی‌های المپیک تابستانی بود که در سال ۱۹۸۴ برگزار شد. در این مسابقات دو رشته مختلف ژیمناستیک برگزار شد: ژیمناستیک هنری و ژیمناستیک ریتمیک. در مسابقات ژیمناستیک هنری هشت مسابقه مردان و شش مسابقه زنان برگزار شد. در مسابقات ژیمناستیک ریتمیک هم فقط یک مسابقه زنان برگزار شد. تمام مسابقات رشته‌های ژیمناستیک از ۲۹ ژوئیه تا ۱۱ اوت برگزار شد.

## ژیمناستیک هنری

### مردان
| بازی‌ها             | طلا | نقره                                                                             | برنز |
| انفرادی تمام اسباب | کوجی کوشیکن · ژاپن                                                                                       | پیتر ویدمار · ایالات متحده آمریکا                                                | لی نینگ · چین                                                                                                  |
| تیمی تمام اسباب    | ایالات متحده آمریکا (USA) · بارت کونر · تیم داگت · میچ گیلورد · جیم هارتونگ · اسکات جانسون · پیتر ویدمار | چین (CHN) · لی نینگ · لی شیائوپینگ · لی یوئه‌جیو · لوی یون · تونگ فی · شو ژیچیانگ | ژاپن (JPN) · کوجی کوشیکن · توریتوشی هیراتا · نوبویوکی کاجیتانی · شینجی موریسو · کوجی سوتومورا · کیوجی یاماواکا |
| حرکات زمینی        | لی نینگ · چین                                                                                            | لوی یون · چین                                                                    | کوجی سوتومورا · ژاپن                                                                                           |
| حرکات زمینی        | لی نینگ · چین                                                                                            | لوی یون · چین                                                                    | فیلپ واتون · فرانسه                                                                                            |
| بارفیکس            | شینجی موریسو · ژاپن                                                                                      | تونگ فی · چین                                                                    | کوجی کوشیکن · ژاپن                                                                                             |
| میله پارالل        | بارت کونر · ایالات متحده آمریکا                                                                          | نوبویوکی کاجیتانی · ژاپن                                                         | میچ گیلورد · ایالات متحده آمریکا                                                                               |
| خرک حلقه           | لی نینگ · چین                                                                                            | مدال داده نشد                                                                    | تیم داگت · ایالات متحده آمریکا                                                                                 |
| خرک حلقه           | پیتر ویدمار · ایالات متحده آمریکا                                                                        | مدال داده نشد                                                                    | تیم داگت · ایالات متحده آمریکا                                                                                 |
| دارحلقه            | کوجی کوشیکن · ژاپن                                                                                       | مدال داده نشد                                                                    | میچ گیلورد · ایالات متحده آمریکا                                                                               |
| دارحلقه            | لی نینگ · چین                                                                                            | مدال داده نشد                                                                    | میچ گیلورد · ایالات متحده آمریکا                                                                               |
| پرش از خرک         | لوی یون · چین                                                                                            | میچ گیلورد · ایالات متحده آمریکا                                                 | مدال داده نشد                                                                                                  |
| پرش از خرک         | لوی یون · چین                                                                                            | کوجی کوشیکن · ژاپن                                                               | مدال داده نشد                                                                                                  |
| پرش از خرک         | لوی یون · چین                                                                                            | شینجی موریسو · ژاپن                                                              | مدال داده نشد                                                                                                  |
| پرش از خرک         | لوی یون · چین                                                                                            | لی نینگ · چین                                                                    | مدال داده نشد                                                                                                  |

### زنان
| بازی‌ها             | طلا | نقره | برنز                                                                             |
| انفرادی تمام اسباب | مری لو رتون · ایالات متحده آمریکا                                                                                       | اکاترینا سابو · رومانی                                                                                        | سیمونا پائوچا · رومانی                                                           |
| تیمی تمام اسباب    | رومانی (ROU) · لاوینیا آگاکه · لورا کوتینا · کریستینا النا گریگوراش · سیمونا پائوچا · اکاترینا سابو · میهائلا استینولتس | ایالات متحده آمریکا (USA) · پم بلیک · میشل داسر · کیتی جانسون · جولیان مک‌نامارا · مری لو رتون · تریسی تالاورا | چین (CHN) · چن یونگیان · هوانگ چون · ما یانهونگ · وو چیانی · ژو پینگ · ژو چیوروی |
| چوب موازنه         | سیمونا پائوچا · رومانی                                                                                                  | مدال داده نشد                                                                                                 | کیتی جانسون · ایالات متحده آمریکا                                                |
| چوب موازنه         | اکاترینا سابو · رومانی                                                                                                  | مدال داده نشد                                                                                                 | کیتی جانسون · ایالات متحده آمریکا                                                |
| حرکات زمینی        | اکاترینا سابو · رومانی                                                                                                  | جولیان مک‌نامارا · ایالات متحده آمریکا                                                                         | مری لو رتون · ایالات متحده آمریکا                                                |
| پارالل ناهم‌سطح     | ما یانهونگ · چین | مدال داده نشد                                                                                                 | مری لو رتون · ایالات متحده آمریکا                                                |
| پارالل ناهم‌سطح     | جولیان مک‌نامارا · ایالات متحده آمریکا                                                                                   | مدال داده نشد                                                                                                 | مری لو رتون · ایالات متحده آمریکا                                                |
| پرش از خرک         | اکاترینا سابو · رومانی                                                                                                  | مری لو رتون · ایالات متحده آمریکا                                                                             | لاوینیا آگاکه · رومانی                                                           |

## ژیمناستیک ریتمیک
| بازی‌ها  | طلا                | نقره                       | برنز                   |
| انفرادی | لوری فونگ · کانادا | دوینا استایکولسکو · رومانی | رجینا وبر · آلمان غربی |

## جدول مدال‌ها
| رتبه  | کشور                      | طلا | نقره | برنز | مجموع |
| ۱     | ایالات متحده آمریکا (USA) | ۵   | ۵    | ۶    | ۱۶    |
| ۲     | چین (CHN)                 | ۵   | ۴    | ۲    | ۱۱    |
| ۳     | رومانی (ROU)              | ۵   | ۲    | ۲    | ۹     |
| ۴     | ژاپن (JPN)                | ۳   | ۳    | ۳    | ۹     |
| ۵     | کانادا (CAN)              | ۱   | ۰    | ۰    | ۱     |
| ۶     | فرانسه (FRA)              | ۰   | ۰    | ۱    | ۱     |
| ۶     | آلمان غربی (FRG)          | ۰   | ۰    | ۱    | ۱     |
| مجموع | مجموع                     | ۱۹  | ۱۴   | ۱۵   | ۴۸    |